# Hi (kana)
ひ în hiragana sau ヒ în katakana, (romanizat ca hi) este un kana în limba japoneză care reprezintă o moră. Caracterul hiragana este scris cu o singură linie, iar caracterul katakana cu două linii. Kana ひ și ヒ reprezintă sunetul pronunție în japoneză [çi] ⓘ.
Originea caracterelor ひ și ヒ este caracterul kanji 比.

## Variante
Kana ひ și ヒ se pot folosi cu semne diacritice (dakuten sau handakuten) ca să reprezintă un alt sunet:
- び sau ビ reprezintă sunetul pronunție în japoneză [bi] (romanizat ca bi)[2]
- ぴ sau ピ reprezintă sunetul pronunție în japoneză [pi] (romanizat ca pi)

## Folosire în limba ainu
În dialectul Sahalin al limbii ainu, katakana minuscul ㇶ reprezintă sunetul h final după sunetul i (イㇶ = ih).

## Forme
| Formă                                              | Rōmaji              | Hiragana             | Katakana             | Cuvinte exemplare (cu kanji) |
| -------------------------------------------------- | ------------------- | -------------------- | -------------------- | --- |
| Fără semne diacritice: h- (は行 ha-gyō)            | Hi                  | ひ                   | ヒ                   | - ひ hi 日 (soarele) - ひ hi 火 (flacără) - ひかり hikari 光 (lumină) - ひと hito 人 (om)                                                                  |
| Fără semne diacritice: h- (は行 ha-gyō)            | hii hī              | ひい, ひぃ ひー      | ヒイ, ヒィ ヒー      | - ひ hi 日 (soarele) - ひ hi 火 (flacără) - ひかり hikari 光 (lumină) - ひと hito 人 (om)                                                                  |
| Versiunea yōon: hy- (ひゃ行 hya-gyō)               | hya                 | ひゃ                 | ヒャ                 | - ひゃく hyaku 百 (o sută) - にひゃく nihyaku 二百 (două sute)                                                                                             |
| Versiunea yōon: hy- (ひゃ行 hya-gyō)               | hyaa hyā            | ひゃあ ひゃー        | ヒャア ヒャー        | - ひゃく hyaku 百 (o sută) - にひゃく nihyaku 二百 (două sute)                                                                                             |
| Versiunea yōon: hy- (ひゃ行 hya-gyō)               | hyu                 | ひゅ                 | ヒュ                 | - ひゅうが Hyūga 日向 (Provincia Hyūga) |
| Versiunea yōon: hy- (ひゃ行 hya-gyō)               | hyuu hyū            | ひゅう ひゅー        | ヒュウ ヒュー        | - ひゅうが Hyūga 日向 (Provincia Hyūga) |
| Versiunea yōon: hy- (ひゃ行 hya-gyō)               | hyo                 | ひょ                 | ヒョ                 | - ひょう hyō 豹 (panteră) - ひょうへん hyōhen 豹変 (cotitură) - ひょうき hyōki 表記 (notație) - ひょうじょう hyōjō 表情 (expresie)                         |
| Versiunea yōon: hy- (ひゃ行 hya-gyō)               | hyou hyoo hyō, hyoh | ひょう ひょお ひょー | ヒョウ ヒョオ ヒョー | - ひょう hyō 豹 (panteră) - ひょうへん hyōhen 豹変 (cotitură) - ひょうき hyōki 表記 (notație) - ひょうじょう hyōjō 表情 (expresie)                         |
| Cu semnul dakuten: b- (ば行 ba-gyō)                | Bi                  | び                   | ビ                   | - びん bin 瓶 (sticlă) - ビール bīru (bere) - びせい bisei 美声 (voce bună) - かびん kabin 過敏 (sensibilitate) - はなび hanabi 花火 (focuri de artificii) |
| Cu semnul dakuten: b- (ば行 ba-gyō)                | bii bī              | びい, びぃ びー      | ビイ, ビィ ビー      | - びん bin 瓶 (sticlă) - ビール bīru (bere) - びせい bisei 美声 (voce bună) - かびん kabin 過敏 (sensibilitate) - はなび hanabi 花火 (focuri de artificii) |
| Versiunea yōon cu dakuten: by- (びゃ行 bya-gyō)    | bya                 | びゃ                 | ビャ                 | - さんびゃく sanbyaku 三百 (trei sute) - びゃくや byakuya 白夜 (soare în miezul nopții) - びゃっこたい byakkotai 白虎隊 (Byakkotai)                        |
| Versiunea yōon cu dakuten: by- (びゃ行 bya-gyō)    | byaa byā            | びゃあ びゃー        | ビャア ビャー        | - さんびゃく sanbyaku 三百 (trei sute) - びゃくや byakuya 白夜 (soare în miezul nopții) - びゃっこたい byakkotai 白虎隊 (Byakkotai)                        |
| Versiunea yōon cu dakuten: by- (びゃ行 bya-gyō)    | byu                 | びゅ                 | ビュ                 | - ごびゅう gobyū 誤謬 (greșeală) - ワイドビュー waidobyū (priveliște splendidă)                                                                            |
| Versiunea yōon cu dakuten: by- (びゃ行 bya-gyō)    | byuu byū            | びゅう びゅー        | ビュウ ビュー        | - ごびゅう gobyū 誤謬 (greșeală) - ワイドビュー waidobyū (priveliște splendidă)                                                                            |
| Versiunea yōon cu dakuten: by- (びゃ行 bya-gyō)    | byo                 | びょ                 | ビョ                 | - びょうき byōki 病気 (boală) - びょういん byōin 病院 (spital) - いちびょう ichibyō １秒 (o secundă)                                                       |
| Versiunea yōon cu dakuten: by- (びゃ行 bya-gyō)    | byou byoo byō, byoh | びょう びょお びょー | ビョウ ビョオ ビョー | - びょうき byōki 病気 (boală) - びょういん byōin 病院 (spital) - いちびょう ichibyō １秒 (o secundă)                                                       |
| Cu semnul handakuten: p- (ぱ行 pa-gyō)             | Pi                  | ぴ                   | ピ                   | - ピン pin (pin) - ピカソ Pikaso (Picasso) |
| Cu semnul handakuten: p- (ぱ行 pa-gyō)             | pii pī              | ぴい, ぴぃ ぴー      | ピイ, ピィ ピー      | - ピン pin (pin) - ピカソ Pikaso (Picasso) |
| Versiunea yōon cu handakuten: py- (ぴゃ行 pya-gyō) | pya                 | ぴゃ                 | ピャ                 | - ろっぴゃく roppyaku 六百 (șase sute) - はっぴゃく happyaku 八百 (opt sute)                                                                               |
| Versiunea yōon cu handakuten: py- (ぴゃ行 pya-gyō) | pyaa pyā            | ぴゃあ ぴゃー        | ピャア ピャー        | - ろっぴゃく roppyaku 六百 (șase sute) - はっぴゃく happyaku 八百 (opt sute)                                                                               |
| Versiunea yōon cu handakuten: py- (ぴゃ行 pya-gyō) | pyu                 | ぴゅ                 | ピュ                 | - コンピューター konpyūtā (calculator) |
| Versiunea yōon cu handakuten: py- (ぴゃ行 pya-gyō) | pyuu pyū            | ぴゅう ぴゅー        | ピュウ ピュー        | - コンピューター konpyūtā (calculator) |
| Versiunea yōon cu handakuten: py- (ぴゃ行 pya-gyō) | pyo                 | ぴょ                 | ピョ                 | - ろんぴょう ronpyō 論評 (comentariu) - かんぴょう kanpyō 干瓢 (Kanpyō / mâncare) - はっぴょう happyō 発表 (publicație)                                    |
| Versiunea yōon cu handakuten: py- (ぴゃ行 pya-gyō) | pyou pyoo pyō, pyoh | ぴょう ぴょお ぴょー | ピョウ ピョオ ピョー | - ろんぴょう ronpyō 論評 (comentariu) - かんぴょう kanpyō 干瓢 (Kanpyō / mâncare) - はっぴょう happyō 発表 (publicație)                                    |

| Romaji | Hiragana | Katakana |
| ------ | -------- | -------- |
| Hya    | ひゃ     | ヒャ     |
| Hyi    | ひぃ     | ヒィ     |
| Hyu    | ひゅ     | ヒュ     |
| Hye    | ひぇ     | ヒェ     |
| Hyo    | ひょ     | ヒョ     |

| Romaji | Hiragana | Katakana |
| ------ | -------- | -------- |
| Bya    | びゃ     | ビャ     |
| Byi    | びぃ     | ビィ     |
| Byu    | びゅ     | ビュ     |
| Bye    | びぇ     | ビェ     |
| Byo    | びょ     | ビョ     |

| Romaji | Hiragana | Katakana |
| ------ | -------- | -------- |
| Pya    | ぴゃ     | ピャ     |
| Pyi    | ぴぃ     | ピィ     |
| Pyu    | ぴゅ     | ピュ     |
| Pye    | ぴぇ     | ピェ     |
| Pyo    | ぴょ     | ピョ     |

## Ordinea corectă de scriere
|                                      |
| Ordinea corectă de scriere pentru ひ |

|                                      |
| Ordinea corectă de scriere pentru ヒ |

## Alte metode de scriere
- Braille:

| ・－ ・・ |

- Codul Morse: －－・・－